# Фрут Хайтс
Фрут Хайтс (на английски: Fruit Heights) е град в окръг Дейвис, щата Юта, САЩ. Фрут Хайтс е с население от 4701 жители (2000) и обща площ от 5,7 km². Намира се на 1432 m надморска височина. ЗИП кодът му е 84037, а телефонният му код е 801.